# Some Broken Hearts Never Mend
Some Broken Hearts Never Mend („Manche gebrochenen Herzen heilen nie“) ist ein US-amerikanischer Country-Song. Das Stück wurde von Wayland Holyfield geschrieben und war im Januar 1977 die erste Singleauskopplung des Albums Visions von Sänger Don Williams. Im Mai 1977 erreichte das Lied Platz 1 der Country-Charts.

## Coverversionen
1980 wurde der Song von Telly Savalas gecovert und war in dieser Version ein Nummer-eins-Hit in der Schweiz. Es entstanden zahlreiche deutsche Coverversionen wie Kann Liebe alles verzeih’n (Jonny Hill, 1979) und Wenn auch die Jahre vergeh’n (Peter Alexander, 1986).